# Sigurd Erixon
Sigurd Erixon (ur. 26 marca 1888, zm. 18 lutego 1968 w Sztokholmie) był szwedzkim etnologiem i muzeologiem.

## Życiorys
Od 1916 do 1934 kierował pracami badawczymi grupy Nordiska Museet. W latach 1934–1955 był profesorem w tym muzeum i Uniwersytetu Sztokholmskiego. Był specjalistą w zakresie etnografii Europy, badał szwedzką i skandynawską kulturę ludową i był jej teoretykiem. Założył i redagował m.in. czasopisma „Folk-Liv” i „Ethnologia Europaea”.
Redaktor szwedzkiego atlasu etnograficznego Atlas över Svensk Folkkultur.

## Ważniejsze prace
- Folklig möbelkultur i svenska bygder (Kultura ludowa szwedzkiej wsi, 1938)[2]
- Svensk byggnadskultur (Gmach szwedzkiej kultury, 1947)[1]
- Technik und Gemeinschaftsbildungen in schwedischen Traditionsmilieu (1957)[1].